# Picrodoxa harpodes
Picrodoxa harpodes är en fjärilsart som beskrevs av Edward Meyrick 1923. Picrodoxa harpodes ingår i släktet Picrodoxa och familjen skärmmalar. Inga underarter finns listade i Catalogue of Life.